# Maccabi Tel Aviv Basketball Club
El Maccabi Tel Aviv (en hebreo: מכבי תל אביב‎), actualmente llamado por motivos de patrocinio Maccabi Playtika Tel Aviv, es la sección de baloncesto del club polideportivo Maccabi Tel Aviv, de la ciudad de Tel Aviv, en Israel. Fue fundado en 1932 y juega en la Ligat Winner y en la máxima competición continental, la Euroliga. Es patrocinado desde 2020 por la marca Playtika, siendo el conjunto más laureado de Israel y uno de los más prestigiosos del baloncesto europeo.
El equipo ha sido el dominador absoluto del baloncesto israelí, logrando 56 títulos nacionales de liga (incluyendo 23 seguidos entre 1970 y 1992) y 45 copas nacionales, además de 8 copas de liga. Aunque dentro de Israel hay otros conjuntos con gran número de aficionados, como el Hapoel Tel Aviv, Hapoel Jerusalén, Hapoel Holon o Hapoel Galil-Elyon, la base de seguidores del Maccabi es en gran medida la mayor del país, y muchos israelíes le apoyan en las competiciones internacionales como representante de Israel, aunque no sean seguidores del equipo.
En Europa, el Maccabi es el cuarto equipo con más títulos continentales, 6 en total (por detrás del Real Madrid, CSKA Moscú y Panathinaikos). Es también el equipo con más subcampeonatos de la liga europea (9 en total, por delante del Real Madrid, con 8). Además, ha marcado varios hitos en partidos contra equipos de la NBA, con más victorias que cualquier otro equipo fuera de la liga norteamericana (4 en total).

## Historia
Maccabi Tel Aviv club deportivo de baloncesto inició sus actividades a mediados de 1930. En 1954, la Liga de Baloncesto de Israel fue fundada y el Maccabi ganó el primer campeonato. El equipo nunca ha terminado por debajo del tercer lugar en la liga nacional.
Maccabi Tel Aviv es el tradicional rival del otro equipo de la ciudad: el Hapoel Tel Aviv. Sin embargo la última vez que estos últimos ganaron un título nacional fue en 1969. Desde entonces, el único equipo que ha derrotado al Maccabi Tel Aviv en el campeonato ha sido el Hapoel Galil Elyon en 1993, dirigido por Doron Sheffer y asesorados por Pinhas "Pini" Gershon, y de nuevo en 2010.
En 1958, el Maccabi Tel Aviv comenzó su participación en competiciones internacionales, y se convirtió en uno de los mejores equipos de baloncesto en Europa. En julio de 2006, el Maccabi Tel Aviv había jugado 602 partidos en competiciones europeas y vencido en 376 de ellos, anotando 51.804 puntos contra 49.156 de sus rivales.
La primera Copa de Europa de Baloncesto del club se logró en 1977, siendo dirigido el equipo por el entrenador Ralph Klein. En la final de Belgrado, el Maccabi Tel Aviv venció al Mobilgirgi Varese por 78:77, gracias a las actuaciones de Jim Boatwright (26 puntos), Miki Berkovich, Aulcie Perry y el resto del equipo. Pero quizás tuvo un mayor valor simbólico la victoria en la semifinal, donde vencieron al CSKA Moscú. Los soviéticos se negaron a jugar en Tel Aviv, por lo que el partido tuvo lugar en un campo neutral, en Bélgica. A los ojos de todo el país, no solo fue una importante victoria, sino que supuso una venganza contra Unión Soviética, el país que prestó su apoyo a los enemigos de Israel en las previas guerras árabe-israelíes. "Estamos en el mapa", proclamó el capitán Tal Brody después del partido, "Y se han quedado en la ruta, no solo en el deporte, sino en todos los aspectos", finalizó. Posteriormente, en 1981, obtuvo otra Copa de Europa, esta vez derrotando al Sinudyne Bolonia por 80:79. Durante el resto de la década de 1980, el Maccabi Tel Aviv llegó a las finales de la Copa de Europa en otras cinco ocasiones, aunque perdiendo en todas ellas.
La década de 1990 se conoce como el «decenio negro» para el Maccabi, con el equipo logrando tan solo una aparición en una final a cuatro durante toda la década, e incluso perdiendo el título de liga israelí en 1993. En 1998 Pini Gershon, hasta entonces considerado como uno de los más notorios «anti-maccabistas» de Israel, se convirtió en su entrenador en jefe, inaugurando el que posiblemente es el mejor período en la historia del club. El equipo llegó a la final de la Euroliga en 2000, cayendo ante el Panathinaikos en un igualado partido (irónicamente, el ex del Maccabi Tel Aviv y del equipo nacional, Oded Kattash, fue el jugador decisivo para el Panathinaikos). Al año siguiente, los dos equipos se enfrentaron de nuevo en la final de la Suproliga en París, y el club israelí, encabezado por Arriel McDonald, Anthony Parker y Nate Huffman, venció en la final por 81:67.
Gershon decidió jubilarse, pero regresó para la temporada 2003/04, y Anthony Parker también regresó para una segunda etapa en el club. La estrella de Lituania Šarūnas Jasikevičius se había unido al equipo, y el Maccabi llegó la final de 2004 de la Euroliga, derrotando al Skipper Bolonia en la final que tuvo lugar en Tel Aviv, con una diferencia de puntos sin precedentes (118:74).
El equipo regresó a la final a cuatro de la Euroliga (celebrada en Moscú), al año siguiente, y se enfrentó a duras dificultades debido al dominio del CSKA Moscú, club que era el favorito. Así, se enfrentaron el TAU Cerámica, el Panathinaikos, el CSKA Moscú y el Maccabi Tel Aviv. En la semifinal, Maccabi derrotó al Panathinaikos y luego en la final al TAU Cerámica por 90:78, el 8 de mayo de 2005.
El 16 de octubre de 2005, Maccabi Tel Aviv estableció otro hito en su historia el baloncesto cuando derrotó a los Toronto Raptors de la NBA. Fue su primera victoria en más de 27 años contra un equipo de la NBA, la primera victoria sobre un equipo de la NBA por parte de cualquier equipo de la Euroliga en 17 años, y la primera victoria de un equipo no americano sobre un equipo de la NBA en territorio estadunidense. Un tiro en suspensión de Anthony Parker con 0,8 segundos para el final levantó dio la victoria por 105:103.
En la temporada 2005/06, el Maccabi acabó con dos títulos nacionales: su 46º campeonato de Liga y su 36.ª Copa, después de dos victorias sobre el Hapoel Jerusalén. Durante la final a cuatro de la Euroliga, el Maccabi Tel Aviv se enfrentó al TAU Cerámica en la primera semifinal, y ganó el partido 85-70. Maccabi y CSKA Moscú se enfrentaron en la final del 30 de abril del 2006, perdiendo los macabeos por 73:69. Durante el verano siguiente, su «dinastía» terminó cuando Anthony Parker y Maceo Baston siguieron a Šarūnas Jasikevičius en su ruta hacia la NBA, dando lugar a una importante renovación de la plantilla, con una mediocre temporada 2006/07 (aunque el equipo ganó el campeonato nacional y se clasificó para cuartos de final de la Euroliga). La temporada 2007/08 temporada se abrió con la esperanza del retorno del exjugador del club Oded Katash, como entrenador en jefe. Este no logró los resultados esperado, siendo sustituido por Pini Gershon, en su tercer época como entrenador del club. Sin embargo, desde entonces el Maccabi no ha vuelto a lograr títulos internacionales, llegando a perder la Liga israelí en 2010 frente al Hapoel Gilboa Galil Elyon.
Maccabi ha acogido la final de la Copa de Europa en 1972 y la final a cuatro de la Euroliga en dos ocasiones (1994 y 2004), y ha acogido el partido del All Star Europeo en cuatro ocasiones. Siete jugadores del Maccabi han sido seleccionados en el Conjunto Europeo de All Stars: Tanhum Cohen-Mintz, Tal Brody, Lou Silver, Miki Berkovich, Doron Jamchi, Nadav Henefeld y Oded Katash.
El equipo jugó un partido de pretemporada contra los New York Knicks el 11 de octubre de 2007, en el Madison Square Garden, en su primera aparición en el famoso recinto; el partido fue a beneficio de la organización de apoyo a los niños y jóvenes Migdal Ohr. Los Knicks ganaron el partido 112:85.

## Partidos contra equipos NBA
Maccabi Tel Aviv fue el primer equipo fuera de la NBA en ganar un partido contra un equipo de la liga norteamericana (1978), que fue además el primer partido oficial de un equipo de la NBA (Washington Bullets) jamás disputado contra un equipo de otra liga. Los Bullets se hicieron con el título de la NBA ese año, mientras que los del Maccabi habían ganado su primer título europeo el año anterior. Hasta 1988, el Maccabi había sido el único en ganar a un equipo de la NBA, con un total de tres triunfos (dos de ellos seguidos, los 28 y 29 de agosto de 1984 contra los New Jersey Nets y los Phoenix Suns). Hasta la victoria del FC Barcelona contra los Lakers en 2009, era el único equipo en ganar a un campeón vigente de la liga estadounidense. 
Más de dos décadas después, el 16 de octubre de 2005, el conjunto israelí volvió a establecer un hito en este tipo de partidos cuando venció a los Toronto Raptors, el primer triunfo en suelo norteamericano de un equipo ajeno a la NBA. Un tiro en suspensión de Anthony Parker con 0,8 segundos restantes en el reloj les dio la victoria a los israelíes por 105:103. Ese partido marcaba la quinta victoria de un equipo de otra liga sobre un equipo de la liga estadounidense, y la cuarta del Maccabi. Desde entonces, varios equipos europeos han ganado a equipos de la NBA (no siendo el Maccabi uno de ellos), destacando los de la liga española,.
| Fecha                   |  | Equipo anfitrión     |  |         |  | Equipo invitado    |  | Pabellón                                          |
| ----------------------- |  | -------------------- |  | ------- |  | ------------------ |  | ------------------------------------------------- |
| 8 de septiembre de 1978 |  | Maccabi Tel Aviv     |  | 98–97   |  | Washington Bullets |  | Menora Mivtachim Arena, Tel Aviv                  |
| 28 de agosto de 1984    |  | Maccabi Tel Aviv     |  | 107–97  |  | New Jersey Nets    |  | Menora Mivtachim Arena, Tel Aviv                  |
| 29 de agosto de 1984    |  | Maccabi Tel Aviv     |  | 113–98  |  | Phoenix Suns       |  | Menora Mivtachim Arena, Tel Aviv                  |
| 9 de octubre de 1988    |  | Philadelphia 76ers   |  | 108–107 |  | Maccabi Tel Aviv   |  | The Spectrum, Filadelfia, Pensilvania             |
| 12 de octubre de 1988   |  | Miami Heat           |  | 101–98  |  | Maccabi Tel Aviv   |  | Miami Arena, Miami, Florida                       |
| 16 de octubre de 1990   |  | Los Angeles Lakers   |  | 129–106 |  | Maccabi Tel Aviv   |  | The Forum, Inglewood, California                  |
| 24 de octubre de 1991   |  | Los Angeles Clippers |  | 146–112 |  | Maccabi Tel Aviv   |  | San Diego Sports Arena, San Diego, California     |
| 27 de octubre de 1991   |  | Los Angeles Clippers |  | 98–93   |  | Maccabi Tel Aviv   |  | LA Memorial Sports Arena, Los Ángeles, California |
| 11 de octubre de 1999   |  | Maccabi Tel Aviv     |  | 91–126  |  | Miami Heat         |  | Menora Mivtachim Arena, Tel Aviv                  |
| 16 de octubre de 2005   |  | Toronto Raptors      |  | 103–105 |  | Maccabi Tel Aviv   |  | Air Canada Centre, Toronto, Ontario               |
| 19 de octubre de 2005   |  | Orlando Magic        |  | 93–79   |  | Maccabi Tel Aviv   |  | TD Waterhouse Centre, Orlando, Florida            |
| 8 de octubre de 2006    |  | San Antonio Spurs    |  | 97–84   |  | Maccabi Tel Aviv   |  | Palais Omnisports de Paris-Bercy, París           |
| 11 de octubre de 2006   |  | Phoenix Suns         |  | 119–102 |  | Maccabi Tel Aviv   |  | Kölnarena, Colonia                                |
| 17 de octubre de 2006   |  | Cleveland Cavaliers  |  | 93–67   |  | Maccabi Tel Aviv   |  | Quicken Loans Arena, Cleveland, Ohio              |
| 19 de octubre de 2006   |  | Toronto Raptors      |  | 118–84  |  | Maccabi Tel Aviv   |  | Air Canada Centre, Toronto, Ontario               |
| 11 de octubre de 2007   |  | New York Knicks      |  | 112–85  |  | Maccabi Tel Aviv   |  | Madison Square Garden, New York City              |
| 18 de octubre de 2009   |  | New York Knicks      |  | 106–91  |  | Maccabi Tel Aviv   |  | Madison Square Garden, New York City              |
| 20 de octubre de 2009   |  | Los Angeles Clippers |  | 108–96  |  | Maccabi Tel Aviv   |  | Staples Center, Los Ángeles, California           |
| 5 de octubre de 2014    |  | Cleveland Cavaliers  |  | 107–80  |  | Maccabi Tel Aviv   |  | Quicken Loans Arena, Cleveland, Ohio              |
| 7 de octubre de 2014    |  | Brooklyn Nets        |  | 111–94  |  | Maccabi Tel Aviv   |  | Barclays Center, Brooklyn, New York City          |

## Dominio de la liga israelí
Existe cierta controversia entre varios seguidores del baloncesto en Israel, quienes consideran que el apabullante dominio del Maccabi Tel Aviv a nivel nacional es una de las causas fundamentales de los problemas que afronta el baloncesto en ese país. Algunos sostienen que por la falta de competitividad, muchos aficionados, inversores y patrocinadores se centran en el fútbol (que también goza de mucha popularidad en Israel), donde la sección de fútbol del Maccabi Tel Aviv tiene más competencia en la liga israelí (sobre todo desde que existe la Liga Premier). El alegato principal sostiene que Maccabi ficha a los jugadores nacionales con más talento, dándoles contratos más atractivos que cualquier otro equipo israelí es capaz de ofrecer, pero luego les ofrece muy pocos minutos de juego comparado con los jugadores destacados del equipo (israelíes, y sobre todo estadounidenses y de las ligas europeas). Israel permite la nacionalización de jugadores extranjeros judíos, y de los ya arraigados en el país (aunque actualmente algo más limitada), lo cual ha significado la ocupación por parte de jugadores nacionalizados de puestos reservados a jugadores isralíes.
Ese poco fogueo de jugadores nativos dificulta el desarrollo del talento nacional, lo cual queda reflejado en la selección de baloncesto que no se desempeña satisfactoriamente en torneos como el campeonato europeo, donde solo cuenta con una medalla (de plata), o el Mundial de Baloncesto, para el que no califica desde el Mundial de 1986 (en España). Los detractores de esta alegación, sin embargo, sostienen que los jugadores talentosos «que de verdad quieren jugar» siempre pueden decidir desarrollarse en otros equipos, rechazando las ofertas salariales del club telavivense.
De vez en cuando, surgen ideas para reformar el baloncesto en Israel para impedir que el Maccabi domine los torneos de liga y las copas nacionales o, por lo menos, garantizar más tiempo de juego para los jugadores nacionales (los más jóvenes son casi siempre nativos, pues los extranjeros se adquieren, como es habitual, por su experiencia). La más radical de las propuestas es similar a la norma de la NBA, que establece un techo salarial (aunque los salarios en la liga israelí, y en Europa en general, no se acercan a los de la NBA, aun con la aplicación de este techo).
Maccabi se ha opuesto tradicionalmente a este tipo de propuestas, que no llegan a buen puerto dada la alta influencia que el club ejerce sobre la Asociación de baloncesto de Israel. Hasta la fecha, el cambio más importante ha sido la introducción en la temporada 2006/07 de una norma que obliga a cada equipo a tener en cancha durante todo el partido al menos dos jugadores nativos, una medida contrarrestada por el Maccabi fichando a los mejores talentos nacionales.

## Logros del club

### Títulos internacionales
- 6 Euroliga / Copa de Europa: 1976-77, 1980-81, 2000-01, 2003-04, 2004-05, 2013-14.
- 1 Copa Intercontinental FIBA: 1980.
- 1 Liga del Adriático: 2011-12.
- 1 Supercopa Europea (Torneo Inter. ACEB): 1991-92.

### Títulos nacionales
- 57 Ligas de Israel
- 46 Copas de Israel
- 11 Copas de la Liga

### Máximos anotadores en Europa
| - Miki Berkovich - 3,588 - Doron Jamchi - 3,262 - Kevin Magee - 2,081 - Aulcie Perry - 2,077 - Lou Silver - 1,999 - Anthony Parker - 1,804 - Derrick Sharp - 1,755 - Nikola Vujčić - 1,730 - Nadav Henefeld - 1,519 - Jim Boatwright - 1,481 |

### Jugadores del Maccabi Tel Aviv que han jugado en laNBA
| - Victor Alexander - Carlos Arroyo - David Benoit - Maceo Baston - Esteban Batista - Frank Brickowski - Dee Brown - Marcus Brown - Will Bynum - Norris Cole | - Tom Chambers - Dallas Comegys - Vonteego Cummings - Radisav Ćurčić - Noel Felix - Marcus Fizer - Alex Garcia - Nate Huffman - Joe Ingles - Omri Casspi | - Šarūnas Jasikevičius - Quincy Lewis - Terence Morris - Anthony Parker - Donald Royal - Will Solomon - Beno Udrih - Rodney White - Jordan Farmar |

## Jugadores destacados
| - Joe Ingles - Aleks Marić - Murilo Becker - Alex Garcia (baloncestista) - Darko Planinić - Zdravko Radulovic - Bruno Šundov - Nikola Vujčić - Andrija Žižić - Stephane Lasme - Pops Mensah Bonsu - Giorgi Shermadini - Theodoros Papaloukas - Sofoklis Schortsanitis - Moti Aroesti - Miki Berkovich - Tal Burstein - Omri Casspi - Tanhum Cohen-Mintz - Motti Daniel - Lior Eliyahu - Dror Hagag - Yotam Halperin - Nadav Henefeld - Doron Jamchi - Oded Kattash - Ralph Klein - Raviv Limonad - Hen Lippin - Yogev Ohayon - Guy Pnini - Yehoshua Rozin - Yoav Saffar - Shuki Schwartz - Sharon Shason | - Doron Sheffer - Gur Shelef - Shmuel Zysman - Simas Jasaitis - Šarūnas Jasikevičius - Kirk Penney - Carlos Alberto Arroyo - Beno Udrih - Milan Mačvan - Hüseyin Beşok - Joe Alexander - Victor Alexander - Wendell Alexis - Alan Anderson - Ron Anderson - Willie Anderson - Ken Barlow - Maceo Baston - David Benoit - Frank Brickowski - Marcus Brown - Dee Brown (baloncestista 1984) - Elton Brown - Rodney Buford - Will Bynum - Norris Coleman - Dallas Comegys - Tom Chambers - Vonteego Cummings - Spencer Dunkley - Chuck Eidson - Marcus Fizer - Jeff Foote - Joseph Forte - Charles Gaines - Marcus Goree | - Rashard Griffith - Ed Horton - Nate Huffman - Shawn James - Buck Johnson - Lee Johnson - Joel Kramer - Quincy Lewis - Nate Linhart - Kevin Magee - Demond Mallet - Paul McCracken (baloncestista) - Mike Mitchell - Terence Morris - Dyron Nix - Jeremy Pargo - Anthony Parker - Brian Randle - Jackie Robinson (baloncestista) - Donald Royal - Rakim Sanders - Jon Scheyer - Chester Simmons - Devin Smith - Will Solomon - Malcolm Thomas - Andrew Wisniewski - Randy White (baloncestista) - Rodney White - Noel Felix - Vítor Faverani - Guy Goodes - Alon Stein - Yaniv Green | - Gal Mekel - Maciej Lampe - Constantin Popa - Nikola Lončar - Radisav Ćurčić - Esteban Batista - Nik Caner-Medley - Doron Perkins - Marquez Haynes - Ricky Hickman - Jamie Arnold - David Blu - Jim Boatwright - Tal Brody - Jordan Farmar - D'or Fischer - Bob Griffin - Howard Lassoff - LaVon Mercer - Aulcie Perry - Derrick Sharp - Lou Silver - Willie Sims - Deon Thomas - Alex Tyus - Earl Williams - Richard Hendrix - Tyrese Rice - David Logan - Arriel McDonald - Keith Langford |